# Антон Фрідріх Бюшінг
Антон Фрідріх Бюшінг (Büsching; 27 вересня 1724, Штадтгаґен — 28 травня 1793, Берлін) — відомий німецький теолог, географ і педагог.
У 1744 році вступив в Гальський університет на відділення богослов'я, де під керівництвом відомого богослова, професора Баумгартена написав свою першу наукову працю — «Introductioin epistolam Pauli ad Philippenses». У 1748 році закінчив курс університету і отримав звання магістра богослов'я.
У 1748 році він був запрошений домашнім учителем у сім'ю князя де Люнара, який був призначений послом Данії в Росії. Тут в Петербурзі він увійшов у спілкування з представниками російської науки і став відомий в місцевій протестантській громаді завдяки проповідям, які він виголошував у євангелічних церквах столиці.
У 1761 прибув на запрошення протестантської громади в Росії і очолив Петришуле за рекомендацією ради Петрікірхе. У 1762 році А. Б. сформував її програми і вчительський склад, запросивши з Німеччини відомих педагогів Йоганна Бекмана й Августа Штарка. 1 жовтня 1762 році почав систематичні заняття в новій будівлі школи на Невському проспекті в Санкт-Петербурзі. Через 6 місяців школа вже налічувала 300 учнів.
В 1767—1788 видавав «Журнал нової історії та географії».